# پاموک‌چولار (یوسف‌علی)
پاموک‌چولار (به ترکی استانبولی: Pamukçular، به ارمنی: Օխոր) یک منطقهٔ مسکونی در ترکیه است که در یوسف‌علی واقع شده‌است. پاموک‌چولار ۵۱۵ نفر جمعیت دارد.